# Manuel Gonçalves da Silveira de Azevedo e Castro
Manuel Gonçalves da Silveira de Azevedo e Castro GOC • GCC • GOA • MPBS • OSE • ComSE • MOCE • GCMAI ou simplesmente Manuel da Silveira e Castro (Porto, Bonfim, 9 de Dezembro de 1877 – Lisboa, São Sebastião da Pedreira, 1 de Fevereiro de 1962), foi um engenheiro e militar português.

## Biografia
Filho de Joaquim Gonçalves Azevedo de Castro, capitalista, natural da freguesia de Tougues, concelho de Vila do Conde, e de sua mulher Júlia Palmira Coelho Gonçalves da Silveira, natural da freguesia da Sé, concelho do Porto. Era viúvo, com geração, de Maria Carolina de Sousa Leal de Faria (2 de Novembro de 1883 – ?), neta paterna do 1.° Visconde da Graceira.
Frequentou o curso do Liceu e tirou na Academia Politécnica o Curso Preparatório para a admissão na Escola do Exército, onde se tornou Oficial do Exército, e concluiu os cursos de Engenharia Militar, de Engenharia Civil de Obras Públicas e de Engenharia de Minas. Assentou Praça a 28 de Outubro de 1897 e foi promovido sucessivamente a Alferes a 1 de Novembro de 1901, quando foi colocado no Regimento de Sapadores Mineiros, passando depois para a Companhia de Torpedeiros e, em seguida, como Adjunto do Serviço de Torpedos Fixos, a Tenente a 1 de Dezembro de 1902, a Capitão a 8 de Junho de 1911, a Major a 16 de Fevereiro de 1918, a Tenente-Coronel a 31 de Março de 1919, a Coronel a 25 de Setembro de 1926, tendo atingido o posto de Brigadeiro-General a 11 de Julho de 1930 e passado à reserva e à situação de reforma a 9 de Dezembro de 1947. Mais tarde ingressou como Professor-Adjunto na Escola do Exército, nas Cadeiras de Fortificação, e, depois, foi nomeado Professor Efectivo da Cadeira de Fortificação Passageira e Fortificação daquele estabelecimento de ensino militar, mantendo-se nesta Escola até ao posto de Coronel, sendo, depois, nomeado Comandante da Escola Prática de Engenharia. Promovido a Brigadeiro, foi designado Inspector das Tropas de Sapadores Mineiros e, mais tarde, Director da Arma de Aeronáutica. Exerceu os cargos de Comissário-Geral de Portugal na Exposição Ibero-Americana de 1929 de Sevilha, na Feira de Amostras do Rio de Janeiro e na Exposição Colonial Internacional de 1931 de Paris. Desempenhou os lugares de Comissário do Governo junto da Companhia de Moçambique, Presidente do Conselho Nacional de Turismo, do Conselho Nacional do Ar, da Junta Autónoma das Estradas e do Gabinete do Plano de Urbanização da Costa do Sol e da Associação dos Engenheiros Civis Portugueses e Vogal da Comissão Executiva da Exposição do Mundo Português e das Comemorações dos Centenários de 1940 de Lisboa. Por estas e outras Comissões de Serviço foi louvado várias vezes e agraciado com diversas condecorações.

### Condecorações[1][4][5][2]
- Oficial da Antiga, Nobilíssima e Esclarecida Ordem Militar de Sant'Iago da Espada, do Mérito Científico, Literário e Artístico de Portugal (15 de Fevereiro de 1919)
- Comendador da Antiga, Nobilíssima e Esclarecida Ordem Militar de Sant'Iago da Espada, do Mérito Científico, Literário e Artístico de Portugal (28 de Junho de 1919)
- Medalha de Ouro de Comportamento Exemplar de Portugal
- Grã-Cruz da Ordem Civil do Mérito Agrícola e Industrial Classe Industrial de Portugal (20 de Maio de 1929)
- Grande-Oficial da Ordem Militar de São Bento de Avis de Portugal (5 de Outubro de 1929)
- Medalha de Prata de Serviços Distintos de Portugal
- Grande-Oficial da Ordem Militar de Nosso Senhor Jesus Cristo de Portugal (5 de Outubro de 1931)
- Cruz de Benemerência da Cruz Vermelha Portuguesa de Portugal
- Grã-Cruz da Ordem Real do Camboja de Camboja (25 de Fevereiro de 1932)
- Comendador da Ordem Nacional da Legião de Honra de França (25 de Agosto de 1932)
- Comendador da Ordem da Coroa da Bélgica (20 de Junho de 1933)
- Grã-Cruz da Ordem Militar de Nosso Senhor Jesus Cristo de Portugal (1 de Julho de 1933)
- etc.

### Segundo casamento e descendência
Casou primeira vez com Maria Carolina Leal de Faria, falecida a 13 de agosto de 1927.
Casou segunda vez em Lisboa, em sua casa, área da 3.ª Conservatória do Registo Civil, a 19 de Dezembro de 1931 com Zina Canas de Andrade Mendes (Lisboa, São Sebastião da Pedreira, 21 de Março de 1895 – Lisboa, 23 de Setembro de 1985), da qual teve uma única filha e universal herdeira de sua mãe, Maria Teresa Canas Mendes da Silveira e Castro (Lisboa, Benfica, 17 de Outubro de 1932), casada em Lisboa, São João, na Igreja da Madre de Deus, a 28 de Dezembro de 1957 com Elísio Alexandre Soares dos Santos (Porto, 23 de Setembro de 1934 – Lisboa, 16 de Agosto de 2019), do qual tem sete filhos e filhas.